# Маверік Віньялес
Маверік Віньялес Руїз (ісп. Maverick Viñales Ruiz; нар. 12 січня 1995, Фігерас, Каталонія, Іспанія) — іспанський мотогонщик, чемпіон світу з шосейно-кільцевих мотогонок серії MotoGP у класі Moto3 (2013). Молодший брат іншого гонщика MotoGP, Ісаака Віньялеса. У сезоні 2017 року виступає у класі MotoGP за заводську команду «Yamaha» під номером 25.

## Кар'єра
11 вересня 2013 року було офіційно оголошено, що з сезону 2014 року Маверік буде виступати у класі Moto2 за команду «Tuenti HP40».

### Moto2
Перейшовши до середнього класу «королівських» перегонів Moto2, Маверіку довелось звикати до нового мотоциклу Kalex Moto2. Проте, освоєння не розтягнулось в часі — вже в дебютній гонці сезону, у Катарі, іспанець зайняв високе як для новачка 4-те місце, а на наступному етапі, у Америці, здобув свою дебютну перемогу в класі. До середини сезону Віньялес здобув ще кілька подіумів, що дало йому змогу закріпитись на 3-му місці в загальному заліку.
На чотирнадцятому Гран-Прі сезону у Арагоні Маверік здобув другу перемогу у сезоні, здобувши достроково, за 4 етапи до завершення чемпіонату, титул «Новачок року» (англ. Rookie of the Year).
Ця перемога стала 14-ю у кар'єрі 19-річного іспанця. Вона дозволила йому стати 5-м найуспішнішим молодим гонщиком в історії MotoGP (за кількістю здобутих перемог до досягнення 20-річного віку). За цим показником він поступається лише Марку Маркесу (26), Дані Педросі (21), Валентіно Россі (17) та Хорхе Лоренсо (15).
Загалом же у сезоні Маверік здобув 4 перемоги, у половині гонок (9 з 18) фінішувавши на подіумі. У загальному заліку він посів 3-тє місце.
Успішні результати не залишились непоміченими керівниками команд «королівського» класу. Так, в середині сезону з'явились чутки, що Маверік вів перемовини з командою «Suzuki Racing Team», яка з сезону 2015 поверталася у клас MotoGP. Вони завершились підписанням контракту, що було підтверджено 30 вересня, під час офіційної презентації команди на мотоциклетній виставці Intermot у Кельні.

### MotoGP
Дебютний сезон у «королівському» класі пройшов для Маверіка успішно. У 16 з 18 гонок він зумів фінішувати в заліковій зоні, а найкращими його результатами стали два шостих місця (у Каталонії та Австралії). Це дозволило Маверіку за підсумками сезону зайняти 12-е місце в загальному заліку та стати «новачком року».

## Кар'єрна статистика

### По сезону
| Сезон  | Клас   | Мотоцикл        | Команда                        | Номер  | Race | Win | Pod | Pole | FLap | Pts  | Plcd | WCh |
| ------ | ------ | --------------- | ------------------------------ | ------ | ---- | --- | --- | ---- | ---- | ---- | ---- | --- |
| 2011   | 125cc  | Aprilia RSA 125 | Blusens by Paris Hilton Racing | 25     | 17   | 4   | 9   | 3    | 3    | 248  | 3rd  | –   |
| 2012   | Moto3  | FTR M312        | Blusens Avintia                | 25     | 15   | 5   | 7   | 5    | 1    | 207  | 3rd  | –   |
| 2013   | Moto3  | KTM RC250GP     | Team Calvo                     | 25     | 17   | 3   | 15  | 2    | 3    | 323  | 1st  | 1   |
| 2014   | Moto2  | Kalex Moto2     | Paginas Amarillas HP 40        | 40     | 18   | 4   | 9   | 1    | 5    | 274  | 3rd  | –   |
| 2015   | MotoGP | Suzuki GSX-RR   | Team Suzuki Ecstar MotoGP      | 25     | 18   | 0   | 0   | 0    | 0    | 97   | 12th | –   |
| 2016   | MotoGP | Suzuki GSX-RR   | Team Suzuki Ecstar MotoGP      | 25     | 18   | 1   | 4   | 0    | 2    | 202  | 4th  | –   |
| 2017   | MotoGP | Yamaha YZR-M1   | Movistar Yamaha MotoGP         | 25     | 14   | 3   | 6   | 5    | 4    | 196* | 3rd* | –   |
| Всього | Всього | Всього          | Всього                         | Всього | 117  | 20  | 50  | 16   | 18   | 1547 |      | 1   |

* означає, що сезон триває.

### По класах
| Клас   | Сезон        | 1st GP       | 1st Pod       | 1st Win            | Race | Win | Podiums | Pole | FLap | Pts  | WChmp |
| ------ | ------------ | ------------ | ------------- | ------------------ | ---- | --- | ------- | ---- | ---- | ---- | ----- |
| 125 cc | 2011         | 2011 Qatar   | 2011 France   | 2011 France        | 17   | 4   | 9       | 3    | 3    | 248  | 0     |
| Moto3  | 2012–2013    | 2012 Qatar   | 2012 Qatar    | 2012 Qatar         | 32   | 8   | 22      | 7    | 4    | 530  | 1     |
| Moto2  | 2014         | 2014 Qatar   | 2014 Americas | 2014 Americas      | 18   | 4   | 9       | 1    | 5    | 274  | 0     |
| MotoGP | 2015–Present | 2015 Qatar   | 2016 France   | 2016 Great Britain | 50   | 4   | 10      | 5    | 6    | 495  | 0     |
| Всього | 2011–Present | 2011–Present | 2011–Present  | 2011–Present       | 117  | 20  | 50      | 16   | 18   | 1547 | 1     |

### Гонки за роками
(«Напівжирний» вказує на кількість поул-покизцій, «курсив» вказує на найшвидше коло)
| Рік  | Клас   | Мотоцикл  | 1      | 2       | 3       | 4       | 5     | 6       | 7      | 8       | 9      | 10      | 11      | 12     | 13      | 14     | 15      | 16      | 17    | 18      | Pos  | Pts  |
| ---- | ------ | --------- | ------ | ------- | ------- | ------- | ----- | ------- | ------ | ------- | ------ | ------- | ------- | ------ | ------- | ------ | ------- | ------- | ----- | ------- | ---- | ---- |
| 2011 | 125cc  | Aprilia   | QAT 9  | SPA Ret | POR 4   | FRA 1   | CAT 2 | GBR Ret | NED 1  | ITA 3   | GER 3  | CZE 6   | IND 2   | RSM 7  | ARA 3   | JPN 4  | AUS 8   | MAL 1   | VAL 1 |         | 3rd  | 248  |
| 2012 | Moto3  | FTR Honda | QAT 1  | SPA 6   | POR 2   | FRA Ret | CAT 1 | GBR 1   | NED 1  | GER 17  | ITA 1  | IND Ret | CZE 4   | RSM 5  | ARA DNS | JPN 2  | MAL WD  | AUS Ret | VAL 8 |         | 3rd  | 207  |
| 2013 | Moto3  | KTM       | QAT 2  | AME 2   | SPA 1   | FRA 1   | ITA 3 | CAT 3   | NED 2  | GER 3   | IND 3  | CZE 2   | GBR 4   | RSM 2  | ARA 2   | MAL 5  | AUS 2   | JPN 2   | VAL 1 |         | 1st  | 323  |
| 2014 | Moto2  | Kalex     | QAT 4  | AME 1   | ARG Ret | SPA 5   | FRA 4 | ITA 9   | CAT 2  | NED 2   | GER 5  | IND 2   | CZE 6   | GBR 3  | RSM 4   | ARA 1  | JPN 2   | AUS 1   | MAL 1 | VAL Ret | 3rd  | 274  |
| 2015 | MotoGP | Suzuki    | QAT 14 | AME 9   | ARG 10  | SPA 11  | FRA 9 | ITA 7   | CAT 6  | NED 10  | GER 11 | IND 11  | CZE Ret | GBR 11 | RSM 14  | ARA 11 | JPN Ret | AUS 6   | MAL 8 | VAL 11  | 12th | 97   |
| 2016 | MotoGP | Suzuki    | QAT 6  | ARG Ret | AME 4   | SPA 6   | FRA 3 | ITA 6   | CAT 4  | NED 9   | GER 12 | AUT 6   | CZE 9   | GBR 1  | RSM 5   | ARA 4  | JPN 3   | AUS 3   | MAL 6 | VAL 5   | 4th  | 202  |
| 2017 | MotoGP | Yamaha    | QAT 1  | ARG 1   | AME Ret | SPA 6   | FRA 1 | ITA 2   | CAT 10 | NED Ret | GER 4  | CZE 3   | AUT 6   | GBR 2  | RSM 4   | ARA 4  | JPN 9   | AUS 3   | MAL   | VAL     | 3rd* | 219* |

* Вказує на те, що сезон триває.

## Особисте життя
Маверік зустрічається з мотогонщицею, чотириразовою чемпіонкою світу з мотокросу (2012—2015), К'ярою Фонтанезі.
Маверік має двоюрідного брата, Ісаака, який виступає в чемпіонаті світу в Moto2 з Tech 3.